# سوگراتل
سوگراتل (به لاتین: Sogratl) یک منطقهٔ مسکونی در روسیه است که در داغستان واقع شده‌است.